# Drosophila tsigana
Drosophila tsigana är en tvåvingeart som beskrevs av Burla och Gloor 1952.

## Taxonomi och släktskap
Drosophila tsigana ingår i släktet Drosophila och familjen daggflugor. Fram till 2014 räknades Drosophila pengi som en synonym till D.  tsigana men återfick då status som egen art baserat på korsningsexperiment. Samtidigt inkluderades även vissa andra populationer som tidigare räknats som D. tsigana till D. pengi.

## Utbredning
Artens utbredningsområde är västra Europa.